# MAZ.B
MAZ.B 매즈비는 대한민국의 힙합 R&B 가수 및 싱어송라이터 R&B 아티스트다. 대한민국 서울특별시 출신이다.
2017년부터 사운드 클라우드 및 네이버 뮤지션 리그에서 음악 활동을 시작했고, 뮤지션 리그 TOP 30 순위권에 오르기 시작하며 이름을 알렸다.
- 2017.03 Feed Your Music top99, 2위
- 2017.03 네이버 뮤지션리그 Top100, 4위
- 2017.03 Record Farm R&B 차트 1위, 2위
- 2017.04 사운드트리 어쿠스틱 보이스리그 1위
- 2025.01 KiTbetter 위클리 키트앨범 Top5, 2위

## 디스코그래피
- MV 감독
  - Her Eyes (2024)
  - Her Eyes 'KARIN Dance freestyle' (2024)
  - RIDIN' (2025)
  - Cx3 FREESTYLE (2025)
- 정규

- EP
  - Her Eyes (2024)

- 싱글
  - JIAN x MAZ.B - S.E.D(Surfin'ErrDay) (2018)
  - Bean Pod (feat.Gonhills) (2018)
  - 언제부턴가 (Prod.Clayheart) (2018)
  - Jnny (Prod.Kyum LYK) (2018)
  - I'm Into You (Prod.whyyouloveme)(2019)
  - 눈빛(Noonbit) (Prod.Jiwan) (2022)
  - Chit Chat (2023)
  - Stay (2024)
  - RIDIN' (2025)
  - Cx3 FREESTYLE (2025)

- 2018년 언제부턴가  로  HIPHOPPLAYA 힙플쇼 VOL.53 참가자 170팀 중 최종 예선 13에 진출 했지만 TND(티엔디)가 최종 진출하며 아쉽게 본선 무대는 밟지 못했다

```
* HiphopKR 
MAZ.B 포스팅

* KiTbetter Weekly KiT album top 2 
MAZ.B 포스팅

* KpopBurger Magazine '나만 아는 아티스트'
MAZ.B 인터뷰

* 멜론 파워DJ 손익분기점 [신인 발굴 프로젝트] 
MAZ.B 인터뷰
```

- 피쳐링 및 엔지니어링 참여
  - L.NDN - BLACK OUT 디지털 에디트 (2017)
  - L.NDN - 추락 (Feat. DAWN) 디지털 에디트 (2017)
  - JIAN x MAZ.B - S.E.D(Surfin'ErrDay) 작사,작곡,디지털 에디트,믹싱 (2018)
  - MAZ.B - Bean Pod (feat.Gonhills) 작사,작곡,디지털 에디트 (2018)
  - MAZ.B - 언제부턴가 작사,작곡,디지털 에디트,믹싱 (2018)
  - MAZ.B - Jnny 작사,작곡,디지털 에디트,레코딩 (2018)
  - JIAN - Breathing Underwater 디지털 에디트 (2018)
  - ROSPHOR - On & On 피쳐링,작사,작곡 (2018)
  - Austn - 내가 하고싶은 말, Part-Time (feat. Rheehab, NAVY), 거짓말 안 할게 믹싱 참여 (2018)
  - L.NDN - 해를 그린 밤 레코딩, 디지털 에디트 (2018)
  - 어텀프로젝트 - 가끔 피쳐링,작사 (2018)
  - MAZ.B - I'm Into You 작사,작곡,디지털 에디트 (2019)
  - 지금 서울의 밤은 - Rain cloud (Feat. MAZ.B) 피쳐링,작사,작곡 (2019)
  - L.NDN - sun 디지털 에디트 (2019)
  - L.NDN - karma, 해를 그린 밤, 레코딩, 디지털 에디트 (2019)
  - 어텀프로젝트 - Not A Dream 작사,작곡 (2019)
  - 샤콴 - 교포 World (Feat. Ted Park & MAZ.B) 피쳐링,작사,작곡 (2020)
  - WuzII, 샤콴 - In Your Eyes (Feat. MAZ.B) 피쳐링,작사,작곡 (2021)
  - MAZ.B - 눈빛(Noonbit) 작사,작곡,레코딩,디지털 에디트,믹싱 (2022)
  - WEN, MAZ.B, Dome - Chit Chat 작사,작곡,편곡,디지털 에디트,레코딩 (2023)
  - 병훈 - 그댈 총괄 프로듀싱 (2023)
  - 성신재 - Only In Dreams (Remix) 피쳐링,작사,작곡,편곡 (2023)
  - MAZ.B - Her Eyes 작사, 작곡, 레코딩, 디지털 에디트, 믹싱, 편곡, 뮤직비디오 총괄 디렉팅 (2024)
  - 성신재 x MAZ.B - Stay 작사, 작곡 (2024)
  - E9on - Cell 레코딩, 튠 에디트, 백그라운드 보컬
  - RIDIN' 프로듀싱,작곡,작사,편곡,튠에디트,믹스,앨범아트워크,아티스트,뮤직비디오 총괄 디렉팅 (2025)
  - Cx3 FREESTYLE 프로듀싱,작곡,작사,편곡,튠에디트,믹스,앨범아트워크,아티스트,뮤직비디오 총괄 디렉팅 (2025) (2025)
  - JA!L - ICY(feat.MAZ.B) 피쳐링,작사,튠에디트,뮤직비디오 총괄 디렉팅 (2025)

## 뮤직비디오
[MV] JA!L - ICY (ft. MAZ.B) | 4K Upload by MAZ.B
[Official Video] Cx3 FREESTYLE 
[Official Video] RIDIN 
[Official Video] MAZ.B first EP Her Eyes
[Official Video] Her Eyes' KARIN Dance Freestyle Video  
[Official Video] Chit Chat

## 공연
- - 상수 Television Seoul 'TELL A VISION' (2018.08)
  - West Bridge 힙플쇼53 오프라인 예선 무대 (2018.10)
  - 힙지로 감각의 제국 (2019.12)
  - OPCD WEEK Live stage MAZ.B x WEN (2022.10)
  - 합정 L.A.D Bodysoul x L.A.D (2024.01)
  - M.R.C (Minerz Rotary Club) (2024.03)
  - Friday Night Live (2024.07)
  - SUNGWOOLEATHER STAGE (2024.08)
  - Charlies Music Cinema (2024.09)
  - 경희의료원 소아환우 기부행사 더로스팅 포레 버스킹 (2024.10)
  - Ordinary Holiday 공연 (2024.12)
  - 수상한창고 공연 (2025.01.24)
  - 건대 DUFF TOWN 라운지 (2025.01.25)
  - Purple Hall 공연 (2025.02.14)
  - 홍대 APOLLO LEAGUE (2025.03.01)
  - 성수 1987성수 루프탑라운지 공연 (2025.03.01)
  - 아폴로 화이트데이 감성 콘서트 LIVE LOVE LAUGH 공연 (25.03.14)
  - 힙스타 랩 페스티벌 수상한거리 공연 (2025.03.19)
  - 홍대 레드로드 R5 버스킹 스테이션 공연 (2025.03.29)
  - 이태원 FREAX 공연 (2025.04.04)
  - 여의도 봄꽃축제 공연 (2025.04.11)
  - 신촌 Honeyclover 공연 (2025.04.26)
  - 대전 우리들공원 야외무대 공연 (2025.05.16)
  - 서울대입구 아시티스 대주가요 공연 (2025.05.17)
  - 청년문화진흥원 주최 '봄타나봄' 불광천 수변무대 공연 (2025.05.24)
  - 관악FM 하로 승일 봉사리팝스 출연 (2025.06.04)
  - 2025 노원청년마켓 X 커피축제 Nowon Youth on Stage 공연 (2025.06.07)
  - 이태원 Lit Lounge 'ALT SEOUL' 공연 (2025.06.20)
  - 홍대 레드로드 R5 버스킹 스테이션 공연 (2025.06.28)
  - 이태원 UP lift 'K-R&B&Chill' 공연 (2025.06.29)
  - 이태원 Bird 'S͎O͎U͎L͎I͎S͎M͎' JA!L 게스트 공연 (2025.07.05)
  - 성수 tmbt 'Making A Groove naturally vol.2' 공연 (2025.07.19)
  - 이태원 FREAX 'LIVE UNIVERSE' 공연 (2025.07.25)
  - 성수 NEW AT DAWN 공연 (2025.07.26)